# La Nuit sauvage
Pour plus de détails, voir Fiche technique et Distribution.
La Nuit sauvage (titre original : Devil's Canyon) est un film américain réalisé par Alfred L. Werker, sorti en 1953.

## Fiche technique
- Titre original : Devil's Canyon
- Titre français : La Nuit sauvage
- Réalisation : Alfred L. Werker
- Scénario : Frederick Hazlitt Brennan, Harry Essex (adaptation) d'après une histoire de Bennett Cohen et Norton S. Parker
- Direction artistique : Albert S. D'Agostino et Jack Okey
- Décorateur de plateau : Jack Mills et Darrell Silvera
- Costumes : Michael Woulfe
- Photographie : Nicholas Musuraca
- Montage : Gene Palmer
- Musique : Daniele Amfitheatrof
- Production : Edmund Grainger
- Société de production et de distribution : RKO Radio Pictures
- Pays de production :  États-Unis
- Langue originale : anglais
- Format : Couleur (Technicolor) - 35 mm — 1,37:1 - Son : 3 Channel Stereo (RCA Sound System)
- Genre : Western
- Durée : 92 minutes
- Date de sortie :
  - États-Unis : 13 août 1953

## Distribution
- Virginia Mayo : Abby
- Dale Robertson : Reynolds
- Stephen McNally : Jesse
- Arthur Hunnicutt : Frank Taggert
- Robert Keith : Warden Morgan
- Jay C. Flippen : Capitaine Wells
- George J. Lewis : Colonel Jorge Gomez
- Whit Bissell : Virgil Gates
- Morris Ankrum : Shérif
- James Bell : Dr Betts
- William 'Bill' Phillips : Red
- Earl Holliman : Joe
- Irving Bacon : un vieux garde
- Peter Julien Ortiz : un garde
- Merrill McCormick : un prisonnier